# Lorenzo Pignotti
Lorenzo Pignotti (Figline Valdarno, 9 d'agost de 1739 – Pisa, 5 d'agost de 1812) va ser un poeta, historiador i metge italià, tot i que la seva fama originà sobretot gràcies a les seves faules.
Lorenzo Pignotti era fill de Santi i Margherita Curlandi. Quan era ben jove, la família es va transferir a Arezzo, i va ser allà on Lorenzo va estudiar al seminari local i es feu eclesiàstic.

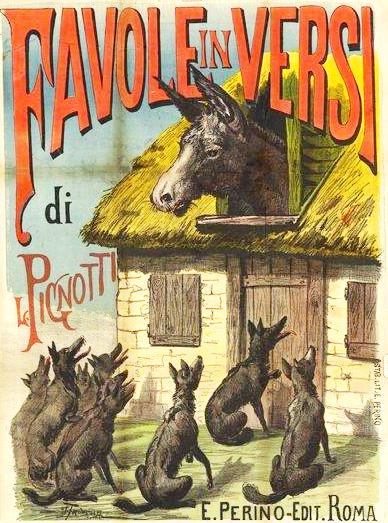
Coberta d'una edició de les faules d'en Pignotti al tombant del segle XIX

Després d'haver ensenyat retòrica durant algun temps, abandonà l'església, i decidí d'inscriure's a la facultat de medicina de la Universitat de Pisa. Es va diplomar el 1764 i després començà a exercir com a metge durant uns quants anys. El 1769 fou nomenat professor de física a l'Acadèmia dels Nobles de Florença, i el 1775 obtingué la mateixa càtedra a la Universitat de Pisa, de la qual també va ser magnifico rettore d'ençà del 1808. A partir del 1801 fou a més historiògraf reial.
Va ser un escriptor molt versàtil: compongué poemets en versos de tendència prerromàntica (La tomba di Shakespeare del 1779 i L'ombra di Pope del 1781; poesies burlesques (La treccia donata del 1808, que s'inspirà del Ricciolo rapito d'Alexander Pope, una Storia della Toscana de nou volums, que s'edità postumament entre 1813 i 1814; poesies encomistriche; un assaig divulgatiu de temàtica mèdica (Istruzioni mediche per le genti di campagna), però fou sobretot un autor de faules, algunes originals, d'altres manllevades al patrimoni de les faules clàssiques, especialment d'Èsop, totes divertents i caracteritzades per una voluntat ètica evident, més aviat que moralitzant.